# Lista de picos ultraproeminentes do Arquipélago Malaio
Esta é a lista dos 93 picos ultraproeminentes do Arquipélago Malaio. A montanha mais proeminente nesta região é o Puncak Jaya ou Pirâmide Carstenz (4884 m de altitude e de proeminência), seguida pelo Monte Kinabalu (4095 m de altitude e de proeminência).

## Samatra

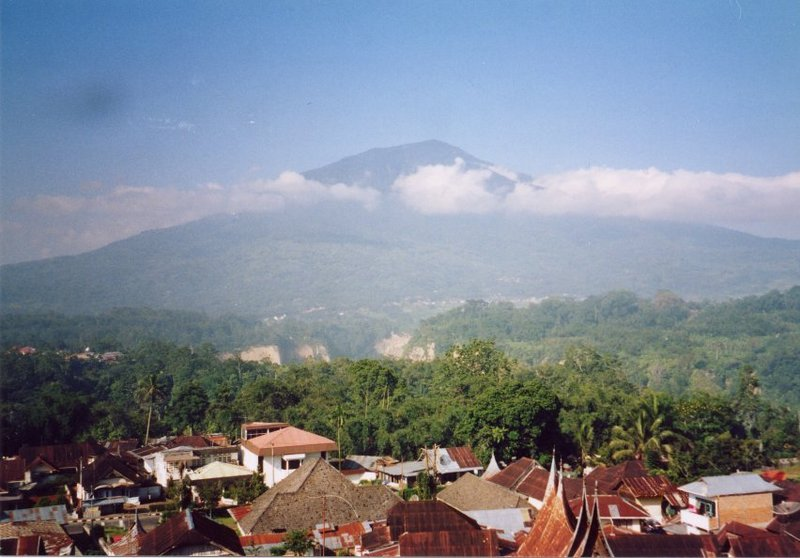
Monte Singgalang, Indonésia

| N.º | Pico             | País                | Altitude (m) | Proeminência (m) | Colo (m) |
| --- | ---------------- | ------------------- | ------------ | ---------------- | -------- |
| 1   | Monte Kerinci    | Indonésia (Samatra) | 3805         | 3805             | 0        |
| 2   | Monte Leuser     | Indonésia (Samatra) | 3466         | 2891             | 525      |
| 3   | Monte Dempo      | Indonésia (Samatra) | 3159         | 2446             | 713      |
| 4   | Monte Ophir      | Indonésia (Samatra) | 2912         | 2324             | 588      |
| 5   | Monte Marapi     | Indonésia (Samatra) | 2891         | 2116             | 775      |
| 6   | Bukit Mugajah    | Indonésia (Samatra) | 3079         | 1805             | 1274     |
| 7   | Monte Sibuatan   | Indonésia (Samatra) | 2457         | 1802             | 655      |
| 8   | Monte Masurai    | Indonésia (Samatra) | 2933         | 1791             | 1142     |
| 9   | Monte Singgalang | Indonésia (Samatra) | 2877         | 1727             | 1150     |
| 10  | Gle Hulumasen    | Indonésia (Samatra) | 2310         | 1720             | 590      |
| 11  | Monte Bandahara  | Indonésia (Samatra) | 3012         | 1644             | 1368     |
| 12  | Monte Patah      | Indonésia (Samatra) | 2850         | 1635             | 1215     |
| 13  | Seulawah Agam    | Indonésia (Samatra) | 1810         | 1610             | 200      |
| 14  | Geureudong       | Indonésia (Samatra) | 2880         | 1546             | 1334     |
| 15  | Bukit Daun       | Indonésia (Samatra) | 2493         | 1541             | 952      |

## Java

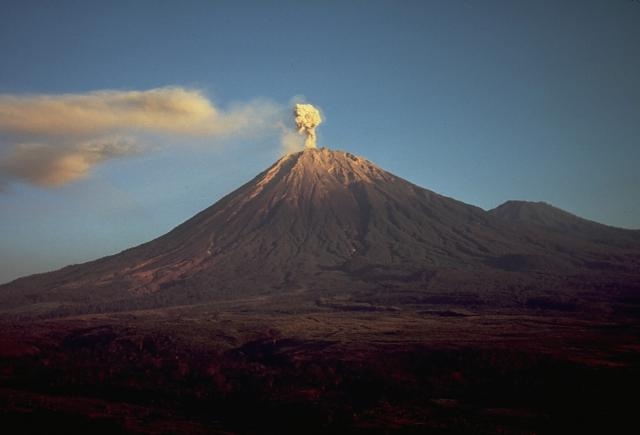
Semeru, Indonésia

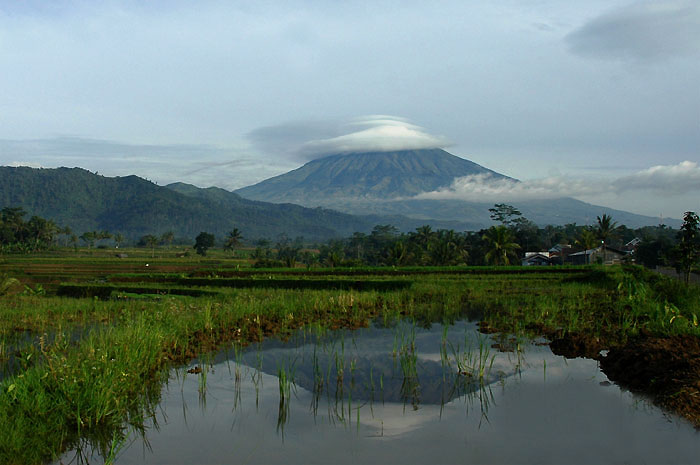
Monte Sumbing, Indonésia

| N.º | Pico            | País             | Altitude (m) | Proeminência (m) | Colo (m) |
| --- | --------------- | ---------------- | ------------ | ---------------- | -------- |
| 1   | Monte Semeru    | Indonésia (Java) | 3676         | 3676             | 0        |
| 2   | Monte Slamet    | Indonésia (Java) | 3428         | 3284             | 144      |
| 3   | Monte Lawu      | Indonésia (Java) | 3265         | 3118             | 147      |
| 4   | Raung           | Indonésia (Java) | 3332         | 3069             | 263      |
| 5   | Arjuno-Welirang | Indonésia (Java) | 3339         | 2812             | 527      |
| 6   | Monte Cereme    | Indonésia (Java) | 3078         | 2793             | 285      |
| 7   | Iyang-Argapura  | Indonésia (Java) | 3088         | 2746             | 342      |
| 8   | Monte Sumbing   | Indonésia (Java) | 3320         | 2577             | 743      |
| 9   | Monte Merbabu   | Indonésia (Java) | 3145         | 2432             | 713      |
| 10  | Pangrango       | Indonésia (Java) | 3019         | 2426             | 593      |
| 11  | Monte Liman     | Indonésia (Java) | 2563         | 2131             | 432      |
| 12  | Monte Cikuray   | Indonésia (Java) | 2820         | 2103             | 717      |
| 13  | Monte Sundoro   | Indonésia (Java) | 3150         | 1760             | 1390     |
| 14  | Karang          | Indonésia (Java) | 1778         | 1703             | 75       |
| 15  | Monte Salak     | Indonésia (Java) | 2211         | 1678             | 533      |
| 16  | Monte Butak     | Indonésia (Java) | 2868         | 1675             | 1193     |
| 17  | Monte Muria     | Indonésia (Java) | 1602         | 1595             | 7        |

## Ilhas Menores da Sonda

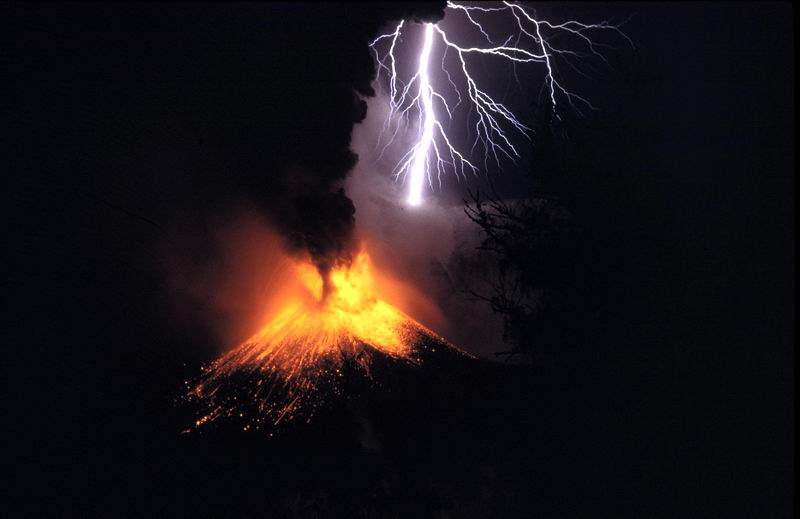
Monte Rinjani, Indonésia

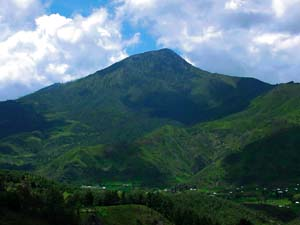
Tatamailau, Timor-Leste

| N.º | Pico           | País                     | Altitude (m) | Proeminência (m) | Colo (m) |
| --- | -------------- | ------------------------ | ------------ | ---------------- | -------- |
| 1   | Monte Rinjani  | Indonésia (Lombok)       | 3726         | 3726             | 0        |
| 2   | Monte Agung    | Indonésia (Bali)         | 3031         | 3031             | 0        |
| 3   | Tatamailau     | Timor-Leste              | 2986         | 2986             | 0        |
| 4   | Monte Tambora  | Indonésia (Sumbawa)      | 2722         | 2722             | 0        |
| 5   | Gunung Mutis   | Indonésia (Timor)        | 2417         | 2417             | 0        |
| 6   | Poco Mandasawu | Indonésia (Flores)       | 2370         | 2370             | 0        |
| 7   | Matebian       | Timor-Leste              | 2372         | 2022             | 350      |
| 8   | Sangeang Api   | Indonésia (Sangeang Api) | 1949         | 1949             | 0        |
| 9   | Nuaf Nefomasi  | Indonésia (Timor)        | 2351         | 1905             | 446      |
| 10  | Dola Koyakoya  | Indonésia (Alor)         | 1821         | 1821             | 0        |
| 11  | Olet Sangenges | Indonésia (Sumbawa)      | 1840         | 1773             | 67       |
| 12  | Ili Boleng     | Indonésia (Adonara)      | 1661         | 1661             | 0        |
| 13  | Ili Labalekang | Indonésia (Lembata)      | 1644         | 1644             | 0        |
| 14  | Gunung Inerie  | Indonésia (Sumbawa)      | 2245         | 1643             | 602      |

## Bornéu

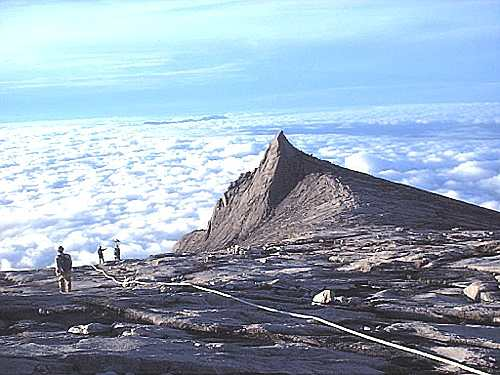
Monte Kinabalu, Malásia

| N.º | Pico           | País                         | Altitude (m) | Proeminência (m) | Colo (m) |
| --- | -------------- | ---------------------------- | ------------ | ---------------- | -------- |
| 1   | Monte Kinabalu | Malásia (Bornéu)             | 4095         | 4095             | 0        |
| 2   | Monte Mulu     | Malásia (Bornéu)             | 2376         | 2024             | 352      |
| 3   | Bukit Raya     | Indonésia (Bornéu)           | 2300         | 2018             | 282      |
| 4   | Monte Murud    | Malásia (Bornéu)             | 2423         | 1967             | 456      |
| 5   | Monte Besar    | Indonésia (Bornéu)           | 1892         | 1792             | 100      |
| 6   | Monte Trusmadi | Malásia (Bornéu)             | 2643         | 1703             | 940      |
| 7   | Monte Niut     | Indonésia (Bornéu)           | 1701         | 1661             | 40       |
| 8   | Batu Jumak     | Indonésia (Bornéu)           | 2250         | 1576             | 674      |
| 9   | Bukit Batu     | Indonésia (Bornéu)           | 2040         | 1572             | 468      |
| 10  | Monte Saran    | Indonésia (Bornéu)           | 1758         | 1571             | 187      |
| 11  | Monte Rumput   | Malásia / Indonésia (Bornéu) | 1590         | 1560             | 674      |

## Celebes
| N.º | Pico                 | País                | Altitude (m) | Proeminência (m) | Colo (m) |
| --- | -------------------- | ------------------- | ------------ | ---------------- | -------- |
| 1   | Monte Rantemario     | Indonésia (Celebes) | 3478         | 3478             | 0        |
| 2   | Moncong Lompobatang  | Indonésia (Celebes) | 2874         | 2857             | 17       |
| 3   | Fuyul Sojol          | Indonésia (Celebes) | 3030         | 2713             | 317      |
| 4   | Bulu Kandela         | Indonésia (Celebes) | 2870         | 2258             | 612      |
| 5   | Monte Mekongga       | Indonésia (Celebes) | 2650         | 2220             | 430      |
| 6   | Tanete Gandangdewata | Indonésia (Celebes) | 3074         | 2141             | 933      |
| 7   | Monte Tumpu          | Indonésia (Celebes) | 2565         | 2054             | 511      |
| 8   | Pegunungan Pompangeo | Indonésia (Celebes) | 2590         | 1881             | 709      |
| 9   | Monte Klabat         | Indonésia (Celebes) | 1990         | 1850             | 140      |
| 10  | Karangetang          | Indonésia (Siau)    | 1827         | 1827             | 0        |
| 11  | Bukii Dako           | Indonésia (Celebes) | 2260         | 1801             | 459      |
| 12  | Buyu Lumut           | Indonésia (Celebes) | 2403         | 1757             | 646      |
| 13  | Bulu Torompupu       | Indonésia (Celebes) | 2463         | 1651             | 812      |
| 14  | Buyu Balease         | Indonésia (Celebes) | 3016         | 1588             | 1428     |
| 15  | Huidu Matabulawa     | Indonésia (Celebes) | 1964         | 1580             | 384      |
| 16  | Monte Sambapolulu    | Indonésia (Kabaena) | 1570         | 1570             | 0        |
| 17  | Huidu Tentolomatinan | Indonésia (Celebes) | 2230         | 1565             | 665      |

## Ilhas Molucas

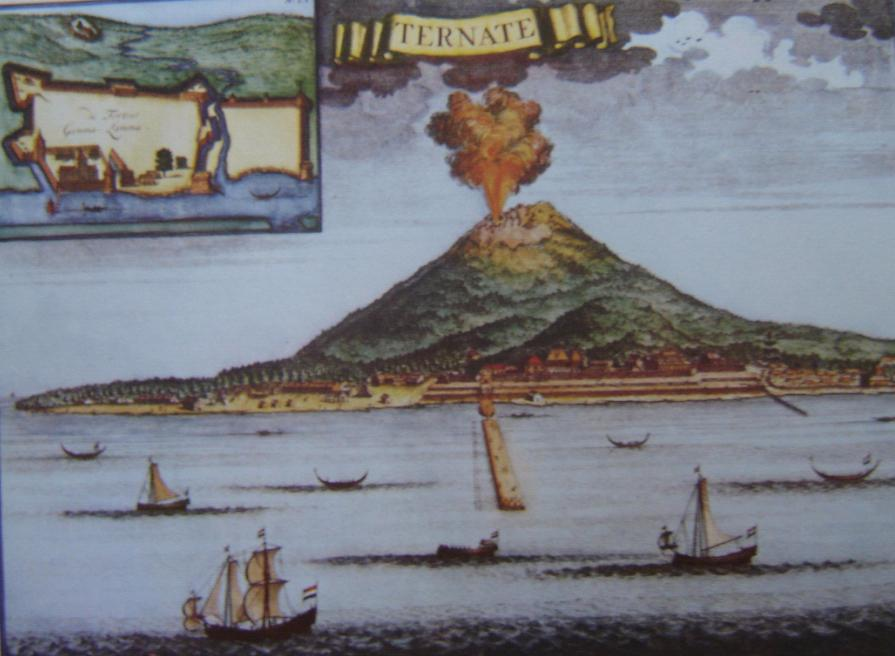
Gamalama, Indonésia

| N.º | Pico              | País                  | Altitude (m) | Proeminência (m) | Colo (m) |
| --- | ----------------- | --------------------- | ------------ | ---------------- | -------- |
| 1   | Monte Binaiya     | Indonésia (Seram)     | 3027 m       | 3027 m           | 0        |
| 2   | Monte Kapalatmada | Indonésia (Buru)      | 2700 m       | 2700 m           | 0        |
| 3   | Buku Sibela       | Indonésia (Bacan)     | 2111 m       | 2111 m           | 0        |
| 4   | Pulau Tidore      | Indonésia (Tidore)    | 1750 m       | 1750 m           | 0        |
| 5   | Gamalama          | Indonésia (Ternate)   | 1715 m       | 1715 m           | 0        |
| 6   | Obira             | Indonésia (Obi)       | 1611 m       | 1611 m           | 0        |
| 7   | Monte Gamkonora   | Indonésia (Halmahera) | 1560 m       | 1560 m           | 0        |

## Papua

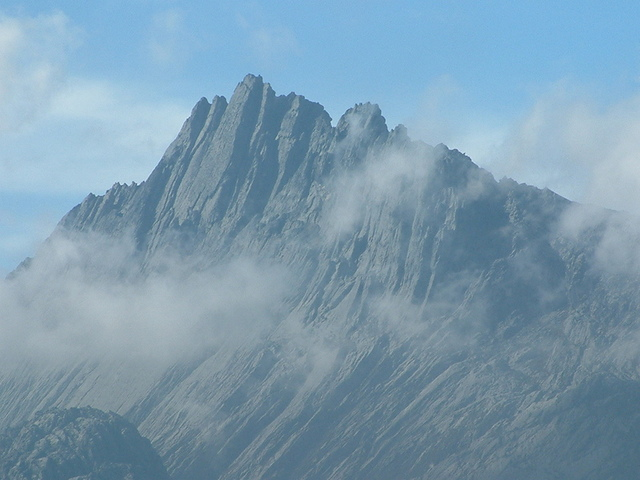
Puncak Jaya (Pirâmide Carstensz), Indonésia

Nota: excluem-se as montanhas na Papua-Nova Guiné, que estão em Lista de picos ultraproeminentes da Oceania
| N.º | Pico             | País                   | Altitude (m) | Proeminência (m) | Colo (m) |
| --- | ---------------- | ---------------------- | ------------ | ---------------- | -------- |
| 1   | Puncak Jaya      | Indonésia (Nova Guiné) | 4884         | 4884             | 0        |
| 2   | Monte Arfak      | Indonésia (Nova Guiné) | 2940         | 2761             | 179      |
| 3   | Puncak Mandala   | Indonésia (Nova Guiné) | 4760         | 2760             | 2000     |
| 4   | Monte Kobowre    | Indonésia (Nova Guiné) | 3750         | 2217             | 1533     |
| 5   | Monte Gauttier   | Indonésia (Nova Guiné) | 2230         | 2007             | 223      |
| 6   | Monte Wondiwoi   | Indonésia (Nova Guiné) | 2180         | 1985             | 195      |
| 7   | Bon Irau         | Indonésia (Nova Guiné) | 2500         | 1900             | 600      |
| 8   | Monte Cycloop    | Indonésia (Nova Guiné) | 2000         | 1876             | 124      |
| 9   | Undundi-Wandandi | Indonésia (Nova Guiné) | 3640         | 1740             | 1900     |
| 10  | Monte Kumawa     | Indonésia (Nova Guiné) | 1680         | 1636             | 44       |
| 11  | Angemuk          | Indonésia (Nova Guiné) | 3949         | 1565             | 2384     |
| 12  | Deyjay           | Indonésia (Nova Guiné) | 3340         | 1555             | 1785     |